# Mahdlgupf
Mahdlgupf är en bergstopp i Österrike.   Den ligger i distriktet Vöcklabruck och förbundslandet Oberösterreich, i den centrala delen av landet, 210 km väster om huvudstaden Wien. Toppen på Mahdlgupf är 1 261 meter över havet, eller 52 meter över den omgivande terrängen. Bredden vid basen är 0,06 km. Mahdlgupf ingår i Höllengebirge.
Terrängen runt Mahdlgupf är bergig österut, men västerut är den kuperad. Närmaste större samhälle är Bad Ischl, 11,3 km söder om Mahdlgupf. 
I omgivningarna runt Mahdlgupf växer i huvudsak blandskog. Runt Mahdlgupf är det ganska tätbefolkat, med 70 invånare per kvadratkilometer.